# Bad Wives
Bad Wives ist ein US-amerikanischer Porno-Spielfilm des Regisseurs Paul Thomas aus dem Jahr 1997, welcher bei Vivid Entertainment Group erschienen ist. Der Film gehört zu den wenigen Filmen die sowohl bei den XRCO Awards als auch bei den AVN Awards als bester Film ausgezeichnet wurden. Auch die Hauptdarsteller wurden für ihre Rollen ausgezeichnet. Zudem belegt der Film Platz 20 auf der Liste der "101 Greatest Adult Tapes of All Time" von AVN.

## Handlung
Der Film beginnt mit einer Szene zwischen Tony Tedeschi und einer Frau, seiner Sekretärin, gespielt von Tricia Deveraux. Dyanna Lauren spielt eine Hausfrau, die mit ihrer Heirat und ihrem Leben unzufrieden ist. In einem Lebensmittelladen isst sie einige Cookies und versteckt weitere in ihrem Shirt. Einer der Angestellten, gespielt von Steven St. Croix, sagt ihr, dass er gesehen hat, wie sie die Cookies gestohlen hat. Dyanna verneint dies, aber man sieht bereits eine Art Chemie zwischen den beiden.
Zurück zu Hause feiert Dyanna ihren sechsunddreißigsten Geburtstag mit ihrem Ehemann, gespielt von Jon Dough, und ihren besten Freunden, gespielt von Melissa Hill und Tony Tedeschi. Dyanna und Melissa enden in dem Laden, wo Dyanna wieder beim Cookiediebstahl entdeckt wird. Dieses Mal gibt Steven das Verbrechen über die Lautsprecher bekannt und die beiden fliehen in Scham. Melissa hat sich jedoch Steven genau angeschaut und sie fantasiert später darüber, mit ihm zusammen zu sein. Ihre Fantasie beinhaltet auch den anderen Ladenangestellten, gespielt von Stephanie Swift.
Zurück in der Realität springt der Film zwischen zwei Szenen, einer mit Dyanna und Jon und einer anderen mit Melissa und Tony. Danach wird deutlich, dass Tony keinen Sex mehr mit Melissa haben möchte und Dyanna denkt, dass Jon ein Versager ist. Melissa kann nicht verstehen warum Tony nicht an ihr interessiert ist, aber sie findet es am nächsten Tag heraus, als sie ihn in flagranti mit seiner Sekretärin im Büro erwischt.
Währenddessen gibt Dyanna ihren Fantasien nach und trifft sich mit Steven. Sie enden in seiner Wohnung, wo sie zusammen auf einem Pool-Tisch Sex haben. Dann hört Dyanna ein Geräusch und realisiert, dass noch jemand im Apartment ist.

## Auszeichnungen
- 1998: XRCO Award – Best Film
- 1998: AVN Award –  Best Film
- 1998: AVN Award – Best Actor – Film (Steven St. Croix)
- 1998: AVN Award – Best Actress – Film (Dyanna Lauren)
- 1998: AVN Award – Best Supporting Actress – Film (Melissa Hill)
- 1998: AVN Award – Best Anal Sex Scene
- 1998: AVN Award –  Best Screenplay – Film
- 2001: 8 Inch Critic Choice Awards – Critic Choice Awards

## Fortsetzung
Im Jahr 2002 veröffentlichte das Studio Vivid Entertainment Group den im Jahr 2000 ebenfalls von Paul Thomas gedrehten Film Bad Wives 2 auf DVD. Diese Fortsetzung war für 11 AVN Awards nominiert und erhielt 2002 den AVN Award als "Best All-Girl Sex Scene, Film". In der Fortsetzung spielt die Darstellerin Raylene die Rolle der Tracy Jo. Weitere Darsteller sind: Ryan Conner, John Decker, April Flowers, Kylie Ireland, Jason McCain, Herschel Savage, Randy Spears, Ray und Ava Vincent.